# Alevga
Alevga (griechisch Αλεύγα, türkisch Alevkaya) ist eine verlassene Gemeinde im Bezirk Nikosia in der Republik Zypern. Bei der Volkszählung im Jahr 2021 hatte sie keine Einwohner.

## Name
Laut dem Forscher Simos Menardos leitet sich der Name von der Bezeichnung Kótschinʼ Alevka ab, was so viel wie „rote Mehle“ bedeutet. Diese Erklärung verweist auf den eisenhaltigen Boden der Umgebung, der sich insbesondere nach Regenfällen rötlich verfärbt. Eine alternative Theorie besagt, dass der ursprüngliche Name möglicherweise Lefka(ta) („Weiße [Erde]“) lautete.
Die Zyperntürken übernahmen 1958 den alternativen Namen Alevkaya, was wörtlich „Flammenfelsen“ oder „Felsen in Flammen“ bedeutet.

## Lage und Umgebung

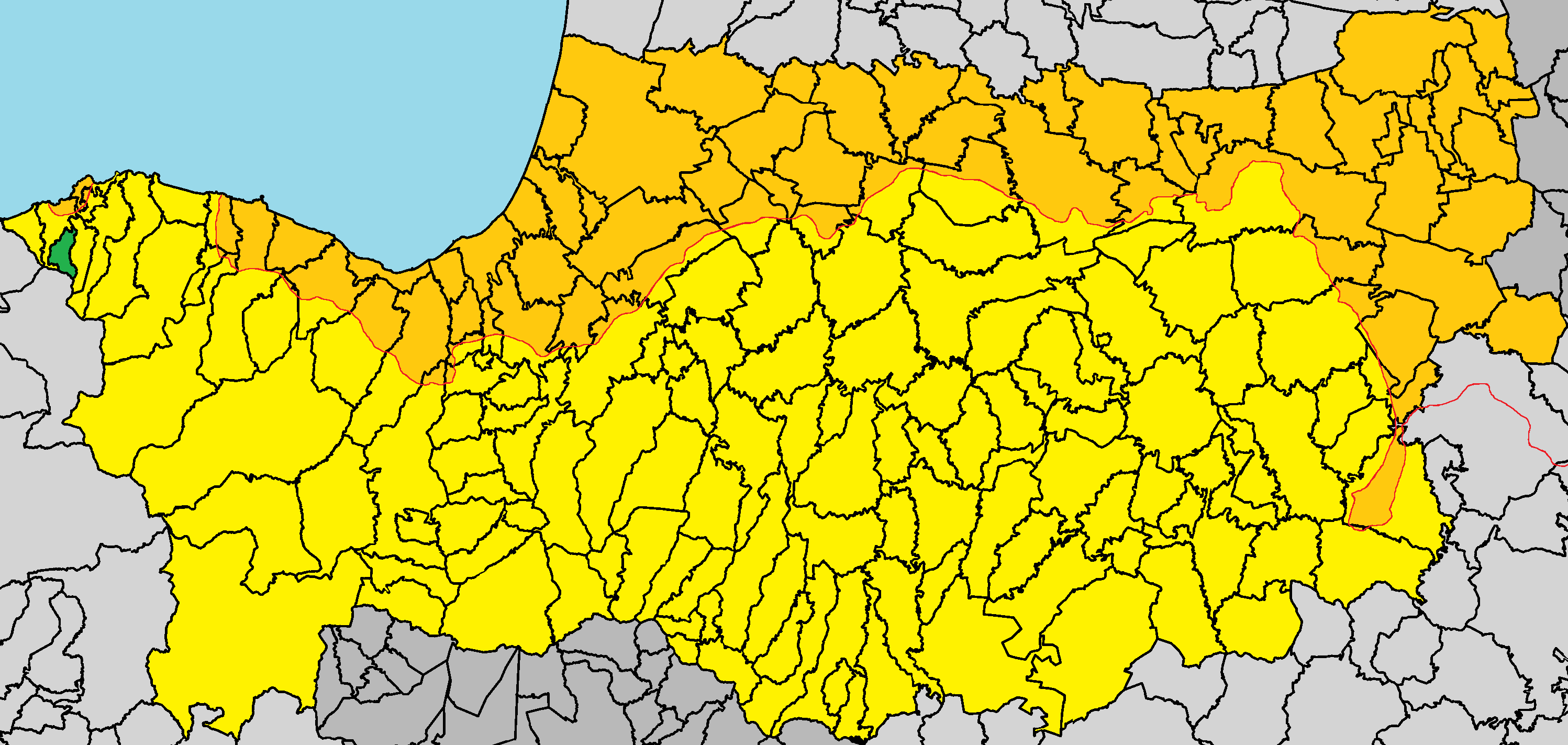
Lage im Bezirk Nikosia

Alevga liegt auf der Tillyria-Halbinsel im Nordwesten der Mittelmeerinsel Zypern auf einer Höhe von etwa 350 Metern, etwa 70 Kilometer westlich von Nikosia, 45 Kilometer nördlich von Paphos und 65 Kilometer nordwestlich von Limassol. Das rund 2,8 Quadratkilometer große Dorf grenzt im Westen und Norden an die Gemeinde und nordzyprische Exklave Erenköy/Kokkina, im Osten an Selladi tou Appi und im Süden an Livadi. Das Dorf kann über die Straße F740 erreicht werden.
Es liegt auf Ablagerungen von Diabasen und Laven des magmatischen Troodos-Komplexes. Die durchschnittliche jährliche Niederschlagsmenge beträgt etwa 500 Millimeter. Die Landschaft ist geprägt von einem rauen, bergigen Gelände, das von mehreren kleinen Bächen in Nord-Süd-Richtung durchzogen wird.

## Geschichte
Alevga war bis 1964 ein kleines Dorf, das zusammen mit den benachbarten Dörfern Selladi tou Appi, Agio Giorgoudi, Agios Theodoros Tilliria und Kokkina einen zyperntürkischen Dorfkomplex bildete. Im August 1964, während der schweren Kämpfe im Rahmen der Tyllira-Schlacht, wurde das Dorf aufgrund der militärischen Auseinandersetzungen evakuiert. Die Zyperntürken aus Alevga und den umliegenden Dörfern suchten Zuflucht im türkisch-zypriotischen Kokkina. Diese Region war zu dieser Zeit unter heftigen Angriffen der zyperngriechischen Nationalgarde, unter der Führung von Georgios Grivas, ausgesetzt. Die Evakuierung wurde von der United Nations Peacekeeping Force in Cyprus (UNFICYP) organisiert.
Die Zyperntürken aus Alevga blieben in Kokkina, bis 1976 die gesamte türkische Bevölkerung in den von der Türkei kontrollierten Teil Zyperns umgesiedelt wurde. Viele von ihnen ließen sich in der ehemals zyperngriechischen Siedlung Yialousa auf der Halbinsel Karpas nieder.
Seit der Evakuierung 1964 ist Alevga verlassen und die meisten Gebäude sind verfallen. Einige der Ruinen werden heute von zyperngriechischen Hirten aus benachbarten Dörfern als Schafställe genutzt.

### Bevölkerungsentwicklung
Die folgende Tabelle zeigt die Bevölkerung des Dorfes, wie sie in den in Zypern durchgeführten Volkszählungen erfasst wurde.
| Jahr      | 1891 | 1901 | 1911 | 1921 | 1931 | 1946 | 1960 | 1976 | 1982 | 1992 | 2001 | 2011 | 2021 |
| Einwohner | 60   | 68   | 86   | 58   | 61   | 100  | 123  | 0    | 0    | 0    | 0    | 0    | 0    |